# Viki Miljković
Violeta 'Viki' Miljković (Serbiska: Виолета 'Вики' Миљковић) är en serbisk turbo-folksångerska.
Viki Miljković föddes den 18 december 1974 i Niš till mamma Zorka och pappa Svetomir.

## Tidigt i karriären
Viki Miljković började sin karriär 1993, när hon var ungefär 18 år. Hennes första låt fick namnet Loša sreća, (otur). Miljković första album kom att heta just Loša sreća och producerades av Lucky Sound 1993. I början av 1990-talet mötte hon också den stora kärleken, den kände musikern Dragan 'Taške' Tašković. 1997 kom albumet Kud puklo da puklo ut som innehöll låten Ćerka (Dotter), som kanske var tillägnad 'Taške'. 2005 uppträdde Viki Miljković live med sin låt Obeležena (Markerad) i Belgrad. Viki Miljković gifte sig med sin Taške 2007. Bjudna var bl. a. Ceca och Sanja Đorđević. I september fick de också en liten son, Andrej.

## Album
- Loša sreća (1993)
- Hajde, vodi me odavde (1994)
- Svadbe neće biti (1995)
- Tunel (1996)
- Kud puklo da puklo (1997)
- Okrećem ti leđa, tugo (1998)
- Godine (2000)
- Mariš li (2003)
- Mahi, mahi (2005)